# Dina Meyer
Dina Meyer (n. 22 decembrie 1968, New York City, New York, SUA) este o actriță americană. Acesta și-a început cariera cu un rol în serialul pentru adolescenți Beverly Hills, 90210 (1993–94), iar apoi a obținut un rol principal alături de Keanu Reeves în filmul Johnny Mnemonic din 1995.
Meyer a avut roluri în filme precum Inimă de dragon (1996), Infanteria stelară (1997), Lilieci⁠(d) (1999), Clinica⁠(d) (2002) și Star Trek: Nemesis (2002). A apărut în rolul detectivului Allison Kerry⁠(d) din seria de filme Puzzle mortal⁠(d). În televiziune, Meyer a jucat rolul Barbarei Gordon/Oracle⁠(d)/Batgirl⁠(d) în serialul Birds of Prey⁠(d) (2002–03) și a avut un rol principal în atât în Secret Agent Man⁠(d) (2000), cât și în Point Pleasant⁠(d) (2005).

## Biografie
Meyer s-a născut în Queens, New York. În 1991, a absolvit Universitatea Long Island⁠(d) din Brookville, New York⁠(d) cu o diplomă de licență în administrarea afacerilor. S-a pregătit pentru actorie timp de trei ani la Neighborhood Playhouse School of the Theatre din New York.

## Cariera
Meyer s-a mutat în Los Angeles în 1993 pentru a juca în serialul Fox Beverly Hills, 90210, având rolul personajului Lucindei Nicholson. La scurt timp după acest rol, Meyer a obținut rolul principal feminin în filmul de acțiune Johnny Mnemonic. În anul următor, a apărut în filmul fantastic Inimă de dragon regizat de Rob Cohen⁠(d). La începutul anului 1997, Meyer a avut un rol secundar Kate în sitcom-ul NBC Prietenii tăi. Mai târziu în acel an, a apărut alături de Casper Van Dien în filmul științifico-fantastic Infanteria stelară al lui Paul Verhoeven. Filmul a avut rezultate slabe la box-office. În anul următor, a jucat alături de James Caan în filmul neo-noir Poodle Springs⁠(d). În 1999, a apărut în filmul  Liliecii, lungmetrajul având succes moderat de box office. În 2002, a jucat alături de Sylvester Stallone în filmul thriller Clinia. În același an, Meyer a obținut rolul comandantului romulan Donatra în filmul Star Trek: Nemesis.
În 2000, Meyer a jucat în serialul dramatic de spionaj Secret Agent Man, însă proiectul a fost anulat după un sezon. Din 2002 până în 2003, a interpretat-o p Barbara Gordon/Batgirl în serialul cu supereroi Birds of Prey. A reluat acest rol în 2019 în cadrul serialului The Flash în episodul crossover „Crisis on Infinite Earths⁠(d)”. În 2003, a avut un rol secundar în serialul de comedie-dramă Pețitoarea⁠(d), iar în 2005 a apărut în telenovela Point Pleasant. Meyer a avut roluri principale în filmele Deception⁠(d) (2004), Crimes of Passion (2005), Crăciunul lor (2005), The Boy Next Door (2008) și Web of Desire (2009).
În 2004, Meyer a apărut în rolul detectivului Allison Kerry în filmul de groază Puzzle mortal. Și-a reluat rolul în Puzzle mortal II (2005), Puzzle mortal III (2006) și Puzzle mortal IV (2007). Mai târziu, a jucat în câteva de filme de groază lansate direct pe DVD, printre care Crazy Eights⁠(d) (2006) și Decoys 2: Alien Seduction⁠(d) (2007). A apărut în filmele de groază Piranha 3D și The Evil Within⁠(d). În 2013, Meyer a apărut în filmul Infern în Tombston împreună cu Mickey Rourke.
Meyer a avut roluri în seriale de televiziune precum Ally McBeal, Sub Pământ S.R.L.⁠(d), Prietenie pe muchie de cuțit⁠(d), În mintea criminalului, Castle, NCIS: Anchetă militară, CSI - Crime și Investigații și Poveși de groază americane. Aceasta a avut roluri secundare în serialul ABC Scoundrels⁠(d) în 2010 și în serialul pentru adolescenți 90210⁠(d) din 2011 până în 2012. În 2014, a jucat alături de Patrick Warburton și Jesse Bradford⁠(d) în serialul Restricționați⁠(d). În 2018, a avut un rol în serialul de fantezie Magicienii⁠(d) și în cel de-al patrulea sezon al dramei Aventura⁠(d).

## Filmografie

### Film
| An   | Titlu                              | Rol                                   | Note              |
| ---- | ---------------------------------- | ------------------------------------- | ----------------- |
| 1995 | Johnny Mnemonic                    | Jane                                  |                   |
| 1996 | Dragonheart                        | Kara                                  |                   |
| 1997 | Starship Troopers                  | Dizzy Flores                          |                   |
| 1998 | Nowhere Land                       | Monica                                |                   |
| 1999 | Bats                               | Sheila Casper                         |                   |
| 2000 | Stranger Than Fiction              | Emma Scarlett                         |                   |
| 2001 | Time Lapse                         | Kate                                  | Direct-to-video   |
| 2002 | D-Tox                              | Mary                                  |                   |
| 2002 | Unspeakable                        | Diana Purlow                          |                   |
| 2002 | Deadly Little Secrets              | Stephanie Vincent                     |                   |
| 2002 | Star Trek: Nemesis                 | Romulan Commander Donatra             |                   |
| 2003 | The Movie Hero                     | Elizabeth Orlando / The Love Interest |                   |
| 2004 | Deception                          | Erin Greer                            |                   |
| 2004 | Saw                                | Detective Allison Kerry               |                   |
| 2004 | Breach                             | Lisa Vincson                          |                   |
| 2005 | Crimes of Passion                  | Rebecca Walker                        |                   |
| 2005 | Wild Things: Diamonds in the Rough | Kirsten Richards                      | Direct-to-video   |
| 2005 | The Receipt                        | Venus                                 |                   |
| 2005 | Saw II                             | Detective Allison Kerry               |                   |
| 2006 | Saw III                            | Detective Allison Kerry               |                   |
| 2006 | Crazy Eights                       | Jennifer Jones                        |                   |
| 2007 | Decoys 2: Alien Seduction          | Alana Geisner                         |                   |
| 2007 | Saw IV                             | Detective Allison Kerry               |                   |
| 2008 | Saw V                              | Detective Allison Kerry               | Într-o fotografie |
| 2009 | VideoDome Rent-O-Rama              | Ms. Motley                            |                   |
| 2009 | Fatal Secrets                      | Julia                                 |                   |
| 2010 | Piranha 3D                         | Paula Montellano                      |                   |
| 2013 | Dead in Tombstone                  | Calathea "Cal" Massey                 |                   |
| 2015 | Golden Shoes                       | Kathleen Larou                        | Direct-to-video   |
| 2015 | Clarity                            | Sharon                                |                   |
| 2016 | Fortune Cookie                     | Detective Emma Hoskins                | Direct-to-video   |
| 2016 | Amerigeddon                        | Kelly                                 |                   |
| 2016 | The Unwilling                      | Michelle Harris                       |                   |
| 2016 | Flight 192                         | Sarah Plummer                         |                   |
| 2017 | The Evil Within                    | Lydia                                 |                   |
| 2017 | Starship Troopers: Traitor of Mars | Dizzy Flores (voice)                  |                   |
| 2019 | Line of Duty                       | Ruth Carter                           |                   |
| 2020 | Unbelievable!!!!!                  | Female Moesha                         |                   |
| 2023 | Detective Knight: Independence     | Charlotte Burnham                     |                   |
| TBA  | Black Nightshade                   | Dr. Amy Collins                       | Post-producție    |

### Televiziune
| An        | Titlu                             | Rol                           | Note                                                     |
| --------- | --------------------------------- | ----------------------------- | -------------------------------------------------------- |
| 1993      | Strapped                          | Delivery Person               | Film de televiziune                                      |
| 1993–1994 | Beverly Hills, 90210              | Lucinda Nicholson             | Rol secundar; 12 episoade                                |
| 1997      | Friends                           | Kate Miller                   | Rol episodic; 3 pisoade                                  |
| 1997      | Michael Hayes                     | Rebecca Klein                 | Episodul: "Pilot"                                        |
| 1998      | Poodle Springs                    | Laura Parker-Marlowe          | Film de televiziune                                      |
| 1998      | Ally McBeal                       | Anna Flint                    | Episodul: "Forbidden Fruits"                             |
| 2000      | Secret Agent Man                  | Holliday                      | Rol principal; 12 episoade                               |
| 2002      | Federal Protection                | Bootsie Cavander              | Film de televiziune                                      |
| 2002      | Six Feet Under                    | The Widow                     | Episodul: "Someone Else's Eyes"                          |
| 2002      | The Outer Limits                  | Dr. Rachel Harris             | Episodul: "Free Spirit"                                  |
| 2002–2003 | Birds of Prey                     | Barbara Gordon/Oracle/Batgirl | Rol principal; 14 episoade                               |
| 2003–2004 | Miss Match                        | Lauren Logan                  | Rol secundar; 8 episoade                                 |
| 2004      | Deception                         | Erin                          | Film de televiziune                                      |
| 2004      | CSI: Crime Scene Investigation    | Meg Cunningham                | Episodul: "Swap Meet"                                    |
| 2005      | His and Her Christmas             | Liz Madison                   | Film de televiziune                                      |
| 2005–2006 | Point Pleasant                    | Amber Hargrove                | Rol principal; 13 episoade                               |
| 2006      | Thief                             | Wanda Atwater                 | Episodul: "Pilot"                                        |
| 2006      | Imaginary Playmate                | Suzanne Driscoll              | Film de televiziune                                      |
| 2007      | CSI: Miami                        | Elissa McClain                | Episodul: "Deep Freeze"                                  |
| 2008      | Web of Desire                     | Beth Wyatt                    | Film de televiziune                                      |
| 2008      | Riddles of the Sphinx             | Jessica                       | Film de televiziune                                      |
| 2008      | Monk                              | Sally Larkin                  | Episodul: "Mr. Monk Gets Hypnotized"                     |
| 2008      | The Boy Next Door                 | Sara                          | Film de televiziune                                      |
| 2009      | Nip/Tuck                          | Roxy St. James                | Episodul: "Roxy St. James"                               |
| 2009      | The Lost                          | Mira                          | Film de televiziune                                      |
| 2009      | Burn Notice                       | Samantha                      | Episodul: "Sins of Omission"                             |
| 2010      | NCIS                              | Holly Snow                    | Rol episodic; 2 episoade                                 |
| 2010      | The Mentalist                     | Abigail Barge                 | Episodul: "Red Herring"                                  |
| 2010      | Castle                            | Lady Irena                    | Episodul: "The Mistress Always Spanks Twice"             |
| 2010      | Scoundrels                        | Nina Hong                     | Rol episodic; 3 episoade                                 |
| 2010      | The Glades                        | Patricia Dixon                | Episodul: "Second Chance"                                |
| 2011      | CSI: Crime Scene Investigation    | Anne-Marie Tolsom             | Episodul: "The List"                                     |
| 2011      | Charlie's Angels                  | Jennifer Rice                 | Episodul: "Angels in Paradise"                           |
| 2011–2012 | 90210                             | Sheila                        | Rol episodic; 3 episoade                                 |
| 2012      | Criminal Minds                    | Regina Lampert                | Episodul: "Unknown Subject"                              |
| 2012      | Undertow                          | Toby French                   | Film de televiziune                                      |
| 2013      | The Wrong Woman                   | Kay Sullivan                  | Film de televiziune                                      |
| 2014      | Sequestered                       | Helen Bennett                 | Rol principal; 12 episoade                               |
| 2015      | Truth and Lies                    | Alison                        | Film de televiziune; cunoscut și sub numele Text to Kill |
| 2015      | Lethal Seduction                  | Carissa Kensington            | Film de televiziune                                      |
| 2015      | A Dogwalker's Christmas Tale      | Missy Paxton                  | Film de televiziune                                      |
| 2016      | Fishes 'n Loaves: Heaven Sent     | Mary Louise Michaels          | Film de televiziune                                      |
| 2016      | Turbulence                        | Sarah Plummer                 | Film de televiziune                                      |
| 2017      | Girlfriend Killer                 | Detective Michelle Price      | Film de televiziune                                      |
| 2017      | Kingdom                           | Luanne                        | Episodul: "Cactus"                                       |
| 2018      | Evil Doctor                       | Dr. Natalie Barnes            | Film de televiziune                                      |
| 2018      | Code Black                        | Joan Reeves                   | Episodul: "Better Angels"                                |
| 2018      | The Magicians                     | Stone Queen                   | Rol episodic; 3 episoade                                 |
| 2018      | The Affair                        | Julie Christiansen            | Rol episodic; 3 episoade                                 |
| 2018      | American Horror Story: Apocalypse | Nora Campbell                 | Episodul: "The End"                                      |
| 2018-2020 | NCIS: Los Angeles                 | Veronica Stephens             | 2 episoade                                               |
| 2019      | All Rise                          | Kiki Mackin                   | Episodul: "Dripsy"                                       |
| 2019-2020 | All American                      | Gwen Adams                    | 5 episoade                                               |
| 2019      | The Flash                         | Barbara Gordon/Oracle         | Episodul: “Crisis on Infinite Earths: Part Three”        |

### Jocuri video
| An   | Titlu                     | Rol                                            | Note |
| ---- | ------------------------- | ---------------------------------------------- | ---- |
| 2014 | Ancient Space             | Dr. Willow Burke / Specialist Alma Linh (voce) |      |
| 2018 | Blade Runner: Revelations | Eve / Ad Woman (voce)                          |      |